# Camosun College

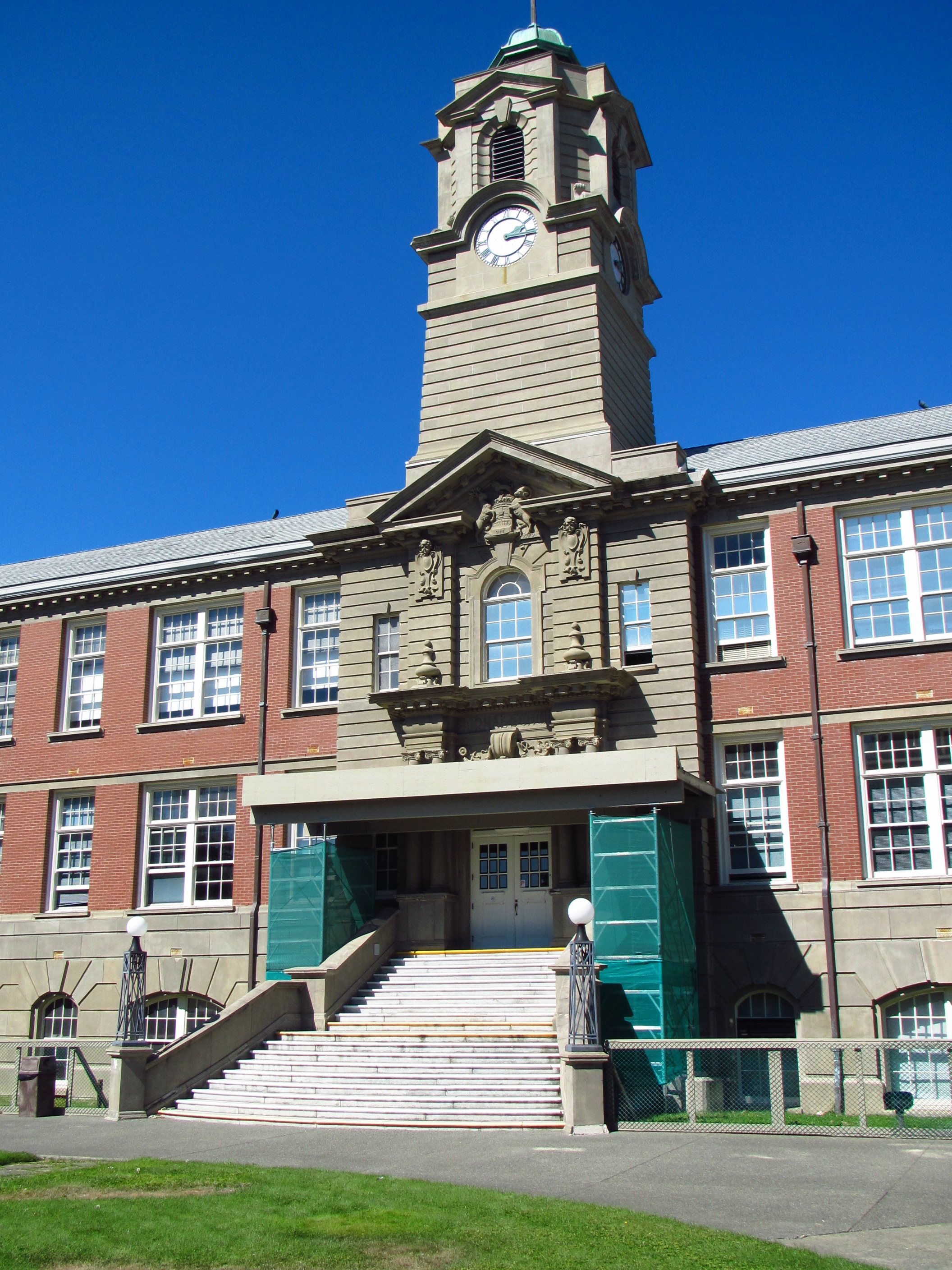
Camosun College.

Camosun College é uma faculdade pública e comunitária localizada em Victoria, na Colúmbia Britânica, Canadá.